# Grzegorz Gerwazy Gorczycki
Grzegorz Gerwazy Gorczycki, auch Gregor(ius) Gervasius Gorczycki (* zwischen 1664 und 1667 in Rozbark, Herzogtum Beuthen; † 30. April 1734 in Krakau, Polen), war ein schlesisch-polnischer Komponist. Er ist als „polnischer Händel“ bekannt.

## Leben
In den Acta Capitularia (Krakau) wird er Gorczyca genannt; die Vornamen lauten in eigenen Unterschriften Gregorius Gervasius, während man auf dem Grabstein Georgius findet und den zweiten Vornamen fälschlich als Gabriel gelesen hat. Nach neuesten Forschungen fällt sein Geburtsdatum spätestens in das Jahr 1667. Seine Eltern, Adam und Anna Gorczyca waren freie Bauern und besaßen das größte Gut in dem zur Stadt Beuthen gehörigen Dorfe Rossberg. Seine anfängliche Ausbildung erhielt er wahrscheinlich an der örtlichen Kirchenschule, 1678 immatrikulierte er sich an der Prager Karls-Universität, wo er die Sieben freie Künste und Philosophie studierte. Hier blieb er bis etwa 1683. Wahrscheinlich erhielt er dort auch seine musikalische Ausbildung. In den nächsten sieben Jahren lebte er in Wien, wo er Theologie studierte und den Lizenziat erwarb. Von 1689 (oder ein Jahr später) bis Frühjahr 1692 weilte er am geistlichen Seminar in Krakau, wo er auch die vier Priesterweihen empfing. In dieser Zeit veränderte er seinen Namen von Gorczyca auf Gorczycki (der Name "Gorczyca" erscheint in den Akten sporadisch bis 1695).
Während der beiden nächsten Jahre wurde Gorczycki als Pädagoge an die Akademia Chełmińska in Pommern geschickt, wo er Rhetorik und Poesie lehrte und die dortige Kapelle leitete. Nach zwei Jahren kehrte er nach Krakau zurück und wurde 1694 Vikar, 1696 Mitglied der Kapelle an der Wawel-Kathedrale und ab 1698 deren Kapellmeister: Magister Capellae Ecclesiae Cathedralis Cracoviensis als Nachfolger von Sebastian Jaroszewicz.
In dieser Stellung blieb Gorczycki bis zu seinem Tode. Außerdem wurde er 1702 Senior der Angelistenkapelle in der Wawel-Kathedrale, erhielt 1705 den Titel eines Kollegiatskanonikus in Skalbmierz und wurde vor 1727 wohl auch Propst an einer der Krakauer Kirchen, an denen er besondere Verdienste bei der Armenpflege erwarb. Endlich erhielt er 1728 noch die Würde eines Examinators des geistlichen Seminars, wahrscheinlich auf dem Gebiet von Theorie und Praxis des Gregorianischen Chorals. Er war der 15. Direktor des Kollegiums der Rorantisten. Während der Krönungsfeierlichkeiten für August III., Kurfürst von Sachsen und König von Polen und Marie Josephine am 17. Januar 1734 erkrankte er schwer und starb wenige Monate später.

## Werke
Gorczycki war Schöpfer hauptsächlich von Kirchenmusik, alle seine Werke blieben zeitlebens ungedruckt. Sie erfreuen sich in Polen großer Beliebtheit, insbesondere die Motetten, die sich in ihrer formalen Anlage dem Geistlichen Konzert nähern.

### Werke imStile Antico(prima prattica)
Gorczyckis Werke im Stile Antico sind a-cappella-Kompositionen (manchmal mit Basso continuo): Messen, Motetten, Lieder, auch Arrangements zu Messteilen wie Introitus, Antiphon, Offertorium und Hymnen.  Sie zeigen Gorczycki's Meisterschaft im Kontrapunkt und halten sich eng an den polyphonen Stil Palestrinas. Er pflegte einen cantus firmus in langen Notenwerten dem Satz zugrunde zu legen und kontrapunktierte ihn mit lebhafteren Linien. Gorczycki ahmt den Stil des 16. Jahrhunderts oft täuschend nach.
- Tota pulchra es Maria für SATB
- Missa paschalis für SATB
- Sepulto Domino für TTBB
- Omni die dic Mariae für SATB
- Missa Rorate für Soli und Kammerorchester
- Dignare me laudare te für SATB
- Ave Maria für SATB

### Werke imStile Moderno(seconda prattica)
Dieser Stil war seinerzeit populärer als der Renaissance-Stil seiner a-cappella-Werke. Diese Werke sind komponiert für
Chor und Barockorchester.
Die bekanntesten Werke sind:
- Illuxit sol iustitia für 5-stg. Chor, zwei Violinen, Viola, zwei Celli und Orgel
- Completorium für 4-stg. Chor, zwei Violinen, zwei Trompeten und Orgel
- Laetatus sum für 4-stg. Chor, zwei Violinen, zwei Trompeten und Orgel
- Litaniae De Providentia Divina für 5-stg. Chor, Soli und Orchester
- Conductus funebris
- In virtute Tua für 4-stg. Chor, zwei Violinen und Orgel

### Instrumentalwerke
Es ist bekannt, dass Gorczycki Instrumentalwerke schrieb. 1962 fand man den Beweis für eine Ball Polonaise, wenn auch nur eine Violinstimme davon erhalten ist. Es ist auch bewiesen, dass das Wieluńer Orchester Gorczycki's Ouverture in D im Repertoire hatte.